# Burn (canción de Deep Purple)
"Burn" es una canción de Deep Purple, lanzada en 1974 como parte de su álbum homónimo. La canción está interpretada por David Coverdale, quien había ingresado a Deep Purple a mediados de 1973.
La canción permaneció como apertura de sus conciertos desde 1974 a 1976. Desde 1984, tras la reunión de Deep Purple, el vocalista Ian Gillan volvió a la banda pero se negó a cantar canciones de la era Coverdale. Durante 1989 a 1991 la canción volvió a formar parte del repertorio en vivo cuando Joe Lynn Turner reemplazó a Gillan.
Sin embargo, Whitesnake (el grupo que formó Coverdale posteriormente) a veces la interpreta, junto con otras canciones de la época Purple.
Es una de las canciones más famosas de Deep Purple. Ésta habla sobre una mujer que llega a una ciudad y comienza a prevenir que el fin se acerca, pero los ciudadanos solo se ríen de ella y es entonces cuando la mujer dice "Burn" y la ciudad empieza a destruirse por las llamas de la mujer.
La canción comienza con un riff de guitarra relativamente complicado. Tras repetirse algunas veces la batería se une y posteriormente el resto de los instrumentos hasta llegar a la parte donde el vocalista empieza a cantar. Después de unos minutos, empieza el solo de guitarra de Ritchie Blackmore, y luego en el mismo solo se empiezan a alternar la guitarra y el teclado; a esto le sigue otro solo de estos dos instrumentos, interrumpidos por una pequeña estrofa de vocales.
El estribillo incluye uno de los agudos más famosos del rock. Glen Hughes asume la voz para llegar a un tono al que pocos cantantes se atreven en directo.
La edición que fue lanzada como sencillo omite el segundo solo. Al final, la canción termina con una estrofa de vocales, a lo que sigue una pequeña pieza instrumental más. El solo de Jon Lord al final de la canción es uno de los más hermosos que se han grabado en la historia del rock y la música popular en general.
El tema alcanzó el 3.er lugar en el ranking británico.

## Personal
- Ritchie Blackmore - Guitarra.
- David Coverdale - Voz solista.
- Glenn Hughes - Bajo, Voz.
- Jon Lord - Órgano Hammond, Sintetizador.
- Ian Paice - Batería.

- Datos: Q1016721